# Moritz Güdemann
Moritz Güdemann (né le 19 février 1835 à Hildesheim; décédé le 5 août 1918 à Baden bei Wien) est un érudit juif, auteur de nombreux articles scientifiques et un rabbin de Vienne. Il cofonde l'Oesterreichisch-Israelitischen Union (Union israélite autrichienne), et l'Israelitisch-Theologischen Lehranstalt (Institution d'enseignement théologique israélite). Son œuvre la plus importante est son Geschichte des Erziehungswesens und der Cultur der abendländischen Juden während des Mittelalters und der neueren Zeit (Histoire de l'éducation et de la culture des Juifs occidentaux au cours du Moyen Âge et des Temps modernes).

## Sa vie
Güdemann fréquente tout d'abord l'école primaire juive, avant d'entrer dans une institution catholique où les enseignants sont des prêtres. De 1854 à 1862, il suit des cours au séminaire théologique juif de Breslau et assiste à des conférences sur la littérature arabe et persane à l'université de Breslau. En 1862, il est ordonné rabbin à Breslau et la même année, il est nommé rabbin à Magdebourg. 
Quatre ans plus tard, il est nommé prédicateur à la synagogue de la Tempelgasse à Vienne et en 1868, il rejoint le rabbin Salomon Spitzer qui a succédé au rabbin Lazar Horowitz (de), décédé, à la Schiffschul (de), la plus importante synagogue orthodoxe de Vienne à l'époque. En 1869, il devient chef du Beth din (tribunal rabbinique) de Vienne et en 1892 est nommé grand-rabbin. Après la mort d'Adolf Jellinek, qui était prédicateur à la grande synagogue de Vienne, Güdemann est aussi nommé en 1894 rabbin de la grande synagogue.

## Son action comme rabbin
Güdemann est un rabbin conservateur, et en tant que tel, il refuse l'introduction souhaitée par le conseil de la communauté  de l'orgue dans la synagogue, ainsi que la suppression des prières se rapportant à Sion et aux offrandes au Temple de Jérusalem du temps de la période biblique. À l'occasion de la fête de Souccot, il érige une Soukka (cabane) dans la cour de la synagogue de la Tempelgasse, ce qui est alors considéré comme une régression. En plus, il impose que contrairement à la pratique antérieure, les gens se couvrent la tête d'une Kippa (calotte) pendant les repas.

### Sur le sionisme
Le premier contact entre Güdemann et Theodor Herzl, le fondateur du sionisme politique, a lieu en juin 1895. Güdemann oscille initialement entre enthousiasme et tiédeur pour la cause sioniste, mais  devient ensuite un ennemi déclaré d'Herzl. Avant le Premier congrès sioniste à Bâle (Suisse) en 1897, Güdermann fait paraitre un pamphlet contre le sionisme intitulé Nationaljudenthum (Le Judaïsme national), publié chez le même éditeur qui a publié le livre de Herzl Der Judenstaat (l'État des Juifs). Dans son écrit, il affirme qu'un nationalisme juif n'existe plus depuis la destruction de second temple de Jérusalem, que le judaïsme est seulement une religion du monde et qu'il y a un conflit irréconciliable entre le judaïsme et la nationalité juive. Pour lui, le sionisme  « va apporter le chauvinisme national au judaïsme » et « un judaïsme …avec des canons et des baïonnettes échangerait le rôle de David et Goliath et serait une parodie de lui-même. » 
La réponse d'Herzl parait le 23 avril 1897 dans le magazine autrichien de Joseph Samuel Bloch, sous le titre Das Nationaljudenthum von Dr. Güdemann (Le judaïsme national du Dr Güdemann). Une réponse plus élaborée et plus cinglante  écrite par Max Nordau parait en éditorial, le 11 juin 1897 dans le second numéro de la revue De Welt, sous le titre Ein Tempelstreit (Une querelle de Temple).

### Sur l'antisémitisme
Güdemann dirige plus tard son intérêt sur l'apologétique juive contre l'antisémitisme. Dans son traité de 1906 Die Apologetik (L'apologétique), il  s'attaque avec des termes forts à l'antisémitisme de la théologie scientifique chrétienne et à son incapacité à comprendre le judaïsme dans sa continuité comme une tradition vivante.

## Sélection de ses œuvres
- Moslih-ed-Dinii Sadii concessuum tertius et quartus (Dissertation sur un thème de sophisme). 1858
- (de):   Jesuiten und Judenkinder im Jahre 1693 (Les Compagnie de Jésus|Jésuites et les enfants juifs en l'année 1693); 1859
- (de):  Das Leben des jüdischen Weibes (La vie de la femme juive); 1859
- (de):  Geschichte der Juden in Magdeburg (Histoire des Juifs de Magdeburg); Breslau; 1866
- (de):   Jüdisches im Christentum des Reformations-Zeitalters (Le Juif dans le christianisme à l'époque de la Réforme); Vienne; 1870
- (de):  Jerusalem, Die Opfer und die Orgel (Jérusalem, l'offrande et l'orgue); discours contre l'installation d'un orgue dans la synagogue; 1871.
- (de):   Das jüdische Unterrichtswesen während der spanisch-arabischen Periode (Le système éducatif juif pendant la période hispano-arabe); Vienne; 1873; réédité par Nabu Press en mars 2010;  (ISBN 1146862636 et 978-1146862639)
- (de):  Religionsgeschichtliche Studien (Études historiques de la religion); Leipzig; 1876; réédité par Nabu Press en mars 2010; (ISBN 1147084270 et 978-1147084276)
- (de):  Geschichte des Erziehungswesens und der Cultur der abendländischen Juden während des Mittelalters und der neueren Zeit (Histoire de l'éducation et de la culture des Juifs occidentaux au cours du Moyen Âge et des Temps modernes); 3 volumes; Vienne; 1880–1888; réédité par Ulan Press en septembre 2012; (ASIN B009LHTOGO)
- (de):  Nächstenliebe (Organisme de bienfaisance); Vienne; 1890
- (de):  Quellenschriften zur Geschichte des Unterrichts und der Erziehung bei den deutschen Juden (Sources des écrits sur l'histoire de l'enseignement et l'éducation à des Juifs allemands); Berlin; 1892; réédité par: University of Michigan Library; (ASIN B003724T9G)
- (de):  Grabreden, während der letzten 25 Jahre gehalten (Discours tenus au cours des 25 dernières années); Vienne; 1894
- (de):  Stellung der jüdischen Literatur in der christlich-theologischen Wissenschaft während und am Ende des XIX. Jahrhunderts (Position de la littérature juive dans la science théologique chrétienne pendant et à la fin du XIXe siècle);  Breslau; 1900
- (de):  Das Judentum, in seinen Grundzügen und nach seinen geschichtlichen Grundlagen dargestellt (Le judaïsme dans ses fondamentaux et ses fondements historiques); Vienne; 1902;  (réponse au Judenstaat de Herzl ; numérisé par University of California Libraries; (ASIN B00814GE9S)
- (de):  Das vorchristliche Judentum in christlicher Darstellung (Le judaïsme pré-chrétien dans la représentation chrétienne); Breslau; 1903
- (de):  Jüdische Apologetik (L'apologétique juive); Glogau; 1906; éditeur: Carl Fleming Verlag; 1906; (ASIN B005HKFEL8)
- (de):  Wie sollen wir die Bibel lesen? (Comment devrions-nous lire la Bible); Vienne; 1909
- (de):  Kürzen und Längen in der Bibel (Raccourcis et longueurs dans la Bible); Vienne; 1911
- (de):  Biblische Geschichte und biblische Geschichten (Histoire de la Bible et histoires bibliques); Breslau; 1911
- (de):   Der jetzige Weltkrieg und die Bibel (La guerre mondiale actuelle et la Bible); 1915

## Littérature
- (de) Cet article est partiellement ou en totalité issu de l’article de Wikipédia en allemand intitulé « Moritz Güdemann » (voir la liste des auteurs).

- (de):  Salo Baron: Israelitisch-Theologische Lehranstalt. In: Encyclopaedia Judaica; directeurs de publication: Michael Berenbaum et Fred Skolnik; volume 10; 2e édition; éditeur: Macmillan; Detroit; USA; 2007; page 754 et suivantes.
- (de):  Marsha L. Rozenblit: Die Juden Wiens, 1867-1914: Assimilation und Identität; volume 11 de: Forschungen zur Geschichte des Donauraumes; éditeur: Verlag Böhlau; Vienne; 1989;  (ISBN 320501202X et 978-3205012023)
- (de):  Ismar Schorsch et Getzel Kressel: Guedemann, Moritz; In: Encyclopaedia Judaica ; directeurs de publication: Michael Berenbaum et Fred Skolnik; volume 8; 2e édition; éditeur : Macmillan; Detroit; USA; 2007; page: 120
- (de):  Bernhard Wachstein: Bibliographie der Schriften Moritz Güdemanns. Réimpression de Bericht der Israelitischen Allianz zu Wien; éditeur : Waizner; Vienne; 1931; (ASIN B00357UYIS)
- (de):  Salomon Wininger: Grosse jüdische National-Biographie; volume 2; éditeur : Orient; Czernowitz; 1927; pages: 545 et suivantes; (ASIN B0000BLWVQ)

## Liens internet
- (de):  Œuvre numérisée de Moritz Güdemann par Judaica Frankfurt
- (de):  Œuvre numérisée de Moritz Güdemann par archive.org
- (de):  Œuvre numérisée de Moritz Güdemann par Compact Memory
- (de):  Thomas Eliser Schärf: Kurzbiografie mit Porträtfoto
- Cet article contient des extraits de la Jewish Encyclopedia de 1901–1906 dont le contenu se trouve dans le domaine public.